# Christian Sancho
Cristian Alejandro Sancho Skindzier (Rosario, Santa Fe; 18 de abril de 1975) es un modelo, actor y conductor argentino.

## Biografía
Nacido en Rosario, a la edad de tres años, estuvo en estado de coma durante quince días, producto de un accidente doméstico tras caerse de un alto escalón y golpearse la cabeza. A partir de los once, pudo comenzar actividad deportiva, la cual previamente no había podido por el riesgo de las secuelas que dejó el accidente.
Comenzó como modelo pero a la vez desde chico frecuentó los talleres de teatros de su ciudad natal, hasta que la fama y su carrera como modelo creció y lo hizo emigrar hacia la Capital Federal. En Buenos Aires pudo llegar a desfilar las marcas locales más famosas del momento y eso le permitió dar el gran salto al exterior. Así conquistó Europa y Estados Unidos y fue la cara de grandes marcas internacionales.
En 2000, actuá en la novela "Los buscas de siempre", protagonizada por Pablo Echarri y Nancy Dupláa. A partir de ahí su carrera como actor empezó a crecer. Tuvo la posibilidad de seguir en otras novelas importantes como: Provócame, Rebelde Way, Sangre fría. Además participa tuvo participaciones en Los pensionados, Floricienta, Casados con hijos, Sin código, Collar de Esmeraldas.
En 2006, forma parte del elenco de Mujeres de nadie, donde interprea a Miguel Salerno. A fines de 2006 tuvo una propuesta muy importante y no la dejó pasar, fue la de protagonizar la novela “Padre Coraje” en México, por el éxito que tuvo lo volvieron a convocar para otra novela “Ángel, las alas del amor”.
En 2010, forma parte del elenco de Botineras, interpretando al "Flaco" Riveiro que mantiene una doble vida, ya que es un bisexual reprimido y se siente atraído por Lalo, llegando a besarlo y comenzando una relación homosexual como es su costumbre. 
En 2011, forma parte del unitario El paraíso. Durante 2011 - 2012, participa de la comedia Los Únicos, donde interpreta a Ramón. Además en el mes de noviembre de 2012 se suma al elenco de la exitosa novela Dulce amor, interpreta al villano "Santiago Barrios". Actualmente se encuentra comprometido con Celeste Muriega. Tiene 2 hijos: Gael Sancho de su anterior pareja y con la actriz argentina Valeria Britos a Camille Sancho.

## Filmografía

### Cine
| Año  | Título                             | Personaje    | Notas                | Director                                |
| ---- | ---------------------------------- | ------------ | -------------------- | --------------------------------------- |
| 2004 | Peligrosa obsesión                 | Patovica     | Papel menor          | Raúl Rodríguez Peila                    |
| 2006 | Bañeros 3: todopoderosos           | Mr. Shit     | Personaje secundario | Rodolfo Ledo                            |
| 2008 | Los superagentes, nueva generación | Delfín       | Coprotagonista       | Daniel De Felippo                       |
| 2015 | Socios por accidente 2             | Sergei       | Personaje secundario | Nicanor Loreti y Fabián Forte           |
| 2017 | Buscando Nirvana                   | Gran Puma    | Personaje secundario | Alex Wright y Enrique Mendoza Bouroncle |
| 2019 | No soy tu mami                     | Cristiano    | Personaje secundario | Marcos Carnevale                        |
| 2020 | Un crack                           | Diego Lamote | Protagonista         | Jorge Piwowarski                        |
| 2021 | Realidad virtual                   | Julián       | Coprotagonista       | Hernán Findling                         |

### Televisión
| Año       | Título                         | Personaje               | Notas                             | Canal          |
| --------- | ------------------------------ | ----------------------- | --------------------------------- | -------------- |
| 2000      | Los buscas de siempre          | Cachorro                | Participación especial            | Azul TV        |
| 2001      | Provócame                      | Francisco Parisi        | Elenco principal                  | Telefe         |
| 2003      | Rebelde Way                    | Mariano Miranda         | Participación especial            | América TV     |
| 2004      | Un cortado, historias de café  |                         |                                   | Canal 7        |
| 2004      | Sangre fría                    | Gabriel                 | Elenco principal                  | Telefe         |
| 2004      | Los pensionados                | Pablo                   | Participación especial            | Canal 13       |
| 2004      | Floricienta                    | Gonzalo                 | Participación especial            | Canal 13       |
| 2005      | Casados con hijos              | El Zorro                | Episodio: "Arde Troya"            | Telefe         |
| 2005      | Lo de Bilardo                  | Gato Cantero            | Elenco principal                  | América TV     |
| 2006      | Sin código                     | Jorge                   | Participación especial            | Canal 13       |
| 2006      | Collar de Esmeraldas           | Lucas Dorma             | Elenco principal                  | Canal 13       |
| 2008      | Mujeres de nadie               | Miguel Salerno          | Participación especial            | Canal 13       |
| 2008      | Por amor a vos                 | Marco Antonio           | Participación especial            | Canal 13       |
| 2010      | Botineras                      | Manuel "Flaco" Riveiro  | Elenco principal                  | Telefe         |
| 2010      | Sutiles diferencias            | Alex                    | Especial de Fundación Huésped     | Canal 13       |
| 2011-2012 | Los Únicos                     | Ramón                   | Elenco principal                  | Canal 13       |
| 2011-2012 | El paraíso                     | Leo                     | Elenco principal                  | TV Pública     |
| 2012-2013 | Dulce amor                     | Santiago Barrios        | Elenco recurrente                 | Telefe         |
| 2013-2014 | Somos familia                  | Santiago González Ferri | Elenco principal                  | Telefe         |
| 2014      | La celebración                 | Rodrigo                 | Episodio: "Egresados"             | Telefe         |
| 2016      | Susana Giménez                 | Hércules                | Participación especial en sketch  | Telefe         |
| 2017-2018 | O11CE                          | Félix Jiménez           | Elenco Recurrente                 | Disney Channel |
| 2017      | Bailando 2017                  | Participante            | 7º eliminado                      | Canal 13       |
| 2018      | Mi hermano es un clon          | Fabricio del Monte      | Participación especial            | Canal 13       |
| 2020      | MasterChef Celebrity Argentina | Participante temporal   | Reemplazo de Victoria Xipolitakis | Telefe         |
| 2025      | El juego empezó                | Participación           |                                   | América TV     |

## Teatro
| Año       | Título                          | Personaje              | Notas            | Director           | Teatro                                |
| --------- | ------------------------------- | ---------------------- | ---------------- | ------------------ | ------------------------------------- |
| 2006      | 5 gays.com                      |                        | Elenco principal | Rafael Pence       | Teatro Broadway                       |
| 2008      | El libro de la selva            | Bagheera               | Coprotagonista   | Hernán Vega        | Teatro Broadway                       |
| 2009      | La mejor carta                  | Joaquín Álvarez Toledo | Protagonista     | Ernesto Medela     | Teatro Broadway                       |
| 2010      | El gran deschave                |                        | Elenco principal | Ernesto Medela     | Teatro Regina                         |
| 2011      | Quédate conmigo esta noche      |                        | Protagonista     | Ernesto Medela     | Teatro Regina                         |
| 2012      | Vidas privadas                  | Víctor                 | Coprotagonista   | José María Muscari | Teatro Picadilly                      |
| 2013      | Antonio y Cleopatra             | Marco Antonio          | Protagonista     | Patricio Orozco    | Teatro Shakespeare                    |
| 2014-2015 | Stravaganza, estados del tiempo | Acróbata               | Protagonista     | Flavio Mendoza     | Teatro Luxor                          |
| 2015      | Radio, siempre hay una salida   | Ricardo Rato           | Protagonista     | Chino Volpato      | Teatro La Pasiva                      |
| 2016-2017 | Hombre viajando en taxi         | Taxista                | Protagonista     | Ricky Pashkus      | Teatro San Martín y Teatro El Cubo    |
| 2016      | Hércules                        | Hércules               | Protagonista     | Flavio Mendoza     | Teatro Astros                         |
| 2016-2017 | Los Corruptelli                 | René Corruptelli       | Elenco principal | José María Muscari | Teatro Bar                            |
| 2017      | Desprincesada                   | Ente poderoso          | Elenco principal | Luján Zalazar      | Ciudad Cultural Konex y Teatro Astros |
| 2018      | Mi vecina favorita              | Rodrigo                | Elenco principal | Carlos Olivieri    | Teatro Lido                           |
| 2019      | Mamushka                        |                        | Elenco principal | Alejandra Rubio    | Teatro Picadilly                      |
| 2019-2020 | Departamento de soltero         | Sr. Bordagaray         | Coprotagonista   | Daniel Veronese    | Teatro América                        |
| 2021      | Mentiras inteligentes           | Willy                  | Protagonista     | Valeria Ambrosio   | Teatro Gualeguaychú                   |
| 2021-2022 | Sex, viví tu experiencia        | Él mismo               | Protagonista     | José María Muscari | Gorriti Art Center y gira nacional    |

## Premios y nominaciones
| Año  | Organización | Categoría        | Trabajo                         | Resultado | Ref)  |
| ---- | ------------ | ---------------- | ------------------------------- | --------- | ----- |
| 2015 | Premios VOS  | Galán del Verano | Stravaganza, estados del tiempo | Nominado  | [ 5 ] |